# バリキン7 賢者の戦略
『バリキン7 賢者の戦略』（バリキンセブンけんじゃのせんりゃく）は、1996年10月17日から1997年9月11日までTBSで放映されていたゲームアトラクションバラエティー番組である。

## 番組概要
初期・前期は勇者に扮したKinKi Kidsの2名が他の芸能人4名と共にバリキン軍を結成、宍戸錠が扮する魔王ゾナバウト陣営を倒すという目的で、CG合成+セットで行われる様々なゲームに挑戦。
後期は堂本剛と堂本光一がそれぞれ剛軍、光一軍のキャプテンとなり、5名対5名でゲーム対決をしていく番組になった。
RPGを模した内容になっており、出演者にはキャラクター名がつけられている。
司会・進行は特に置かず、各ゲームに登場しているキャラクターが司会・進行を行っている。
番組名の「バリキン7」とは「バーチャルリアリティーKinKi Kids」の略で、それに放送時間帯の「7」を付け足したものである。

## 主なキャラクター（出演者）
番組終了後に芸名を改名した出演者については出演当時の芸名で記す。

### バリキン軍

#### バーチャルリアリティKinKi Kids
- 光一（堂本光一（KinKi Kids））
- 剛（堂本剛（KinKi Kids））

#### バリキン賢者
※50音順
- マッシー（藍田真潮）
- アナイ（穴井夕子）
- マカ（石塚英彦）
- ハルネェ（井上晴美）
- サクラ（上原さくら）
- クミー（遠藤久美子）
- ケンヤ（大澄賢也）
- ファイヤー（ファイアー）（大仁田厚）
- タカネエ（加藤貴子）
- メグ（神崎恵）
- マリエ（菊池万理絵）
- クワマン（桑野信義）
- サイワイ（幸早恵子）
- ユウコ（坂木優子）
- ショウGー（定岡正二）
- クラッシャー（佐竹雅昭）
- タマオッチ（さとう珠緒）
- ジュンじー（ジュンジー）（高田純次）
- タカリエ（高山理衣）
- アネゴ（立川宜子）
- ミサト（建みさと）
- エリリン（田村英里子）
- ケンジ（長江健次）
- ミワ（中林美和）
- トロリン（西村知美）
- マコト（野々村真）
- ハンガー（羽賀研二）
- ハカイオー→ハカイオウ（橋本真也）
- パンチ（パンチ佐藤）
- ヒナ（雛形あきこ）
- ナナ→ナナコ（藤崎奈々子）
- C.C（藤森夕子）
- マツムラ（松村邦洋）
- カズミン（村田和美）
- ホンジャー（恵俊彰）
- チャンプ（薬師寺保栄）
- アバヨ（柳沢慎吾）
- リエ（山口リエ）
- ホーセー（山崎邦正）
- ヤマダ（山田まりや）etc.

### 魔王軍
魔王ゾナバウト（宍戸錠）
ゾナバウト陣営の大ボス役。自ら「大魔王」と名乗る事もある。フェンシングで負けると「覚えていろよKinKi！この礼は必ず返してやる！」と捨て台詞を吐く。
進行役も務めることが多かった手下と比べると、回を重ねる度に出演頻度が減ってきて、番組末期は出演しない事も多かったが、最終回には登場した。
ウメガキンスキー（梅垣義明）、サトノビッチ（佐藤正宏）
ゾナバウトの手下。また「地獄のすべり台」、「バリチッチ」で進行も務める。フェンシングで負けるとウメガキンスキーは「あ～れ～！」と叫び、サトノビッチは「お母ちゃ～ん！」と叫んで城から落ちていく（CG処理）。
フェンシングコマンドー（不明）
前期の最終決戦で魔王軍として登場する黒覆面の剣士。実は中身はフェンシングの選手。
筋肉怪人（池谷幸雄）
「地獄のすべり台」において、バリキン軍を倒す刺客として登場。
光一軍と剛軍による対抗戦時代に入った後はいずれかの一員として出演する。
特番では、バリギャル（バリキン軍女性メンバー）への刺客として、筋肉怪人II（アジャ・コング）も登場した。
ミドリブタ→ミドリブタZ（伊集院光）
全身緑色の怪人で、「オペラ座の大怪人」の敵キャラクターを務める。特番で頭が破裂してオペラ座の崩壊と共に死亡。
しかし後期の初回で、魔王軍の改造によって“ミドリブタZ”に生まれ変わり、オペラ座も再建された。
また伊集院は後期のラストステージにも、“MCヒカル”として登場。
前期に伊集院が住んでいたマンションに「ミドリブタの住処」と落書きされていた事を明かした。子供の視聴者か山本太郎の仕業と疑っていたとの事。
半漁人の半ちゃん（声：西村智博）
「半漁人の海」の敵キャラクター。番組オリジナルのグッズとして、このキャラクターの姿を模した寝袋が視聴者プレゼントされた。
バッハゴーゴーゴー（不明）
「音楽宅急便」の司会担当。
フォルティシモ軍団（ダチョウ倶楽部(上島竜兵、寺門ジモン、肥後克広)、林家こぶ平、木村郁美）
特番で、「音楽宅急便」でバリキン軍を妨害した、バッハゴーゴーゴーの手下。
笑福帝（笑福亭笑瓶）
歌舞伎風の衣装を着ている怪人。1回のみ行われた「チャンチャカ!!一発芸」の進行および審査と特番にのみ出演。
シェイプ怪人（シェイプUPガールズ(今井恵理、梶原真弓、中島史恵、三瀬真美子)）
「バリチッチ」でバリキン軍と対決する怪人。バイキングのヘルメットをかぶっている。後期では各軍の助っ人としても登場。
トカチャン（渡嘉敷勝男）
「バリチッチ」でバリキン軍と対決する怪人。三人の子分がおり、トカチャンズとも呼ばれている。バリキン軍としても「トカちゃん」として出演あり。
アダモちゃん（島崎俊郎）
特番でのゲスト怪人。アダモちゃんのメイクで「半漁人の海」では人魚の衣装、「バリチッチ」では小悪魔怪人を率いる悪魔の衣装で登場した。

### その他
師匠（小倉久寛）
龍の被り物をつけた光一と剛の師匠であり、各ステージのクリアおよび姫の救助に失敗した時に、龍の穴で修行という名の罰ゲームをさせる（完全なる執行役というわけではなく、度々2人に罰ゲームに巻き込まれていた（そもそも罰ゲーム用の道具が3人分用意されていたこともある））。後期ではラストステージの視聴者代表として、コスプレでクイズに参加。
セクシーレンジャー(オクトパシー、スコーピオン、フラミンゴ)
前期のバトルステージの幕間で登場し、オペレーターとして次のステージを紹介したり光一と剛を叱咤激励したりする。
宇宙仙人(八木橋修)
宇宙を旅する「ただの仙人」。オープニングステージの前に光一と剛の前に現れ先導する。前期のゲーム失敗時に行われた罰ゲーム「バリキン古今東西」の進行役。

## ルール

### 初期
あらすじ
西暦2809年、突如発生した宇宙振動「スペースヘイト」によって銀河系は壊滅的被害を受けた。それから時が経て、わずかに生き残った人類は過酷な再生への努力を経て100の浮遊都市を設立し、独自の文化と豊かな暮らしを築き平和を謳歌していた。が、唯一の人工惑星国家「デス・アトランティック」の王・ゾナバウトが全ての国をわが物にせんと他の国家への略奪を開始。ゾナバウトは各国家の姫を奪い処刑することでオーラパワーを失わせ国を奪おうとしていた。その野望を打ち砕くべく、龍の化身・「バーチャルリアリティーKinKi Kids」剛と光一が立ち上がったのだった。
ルール
剛・光一と水晶で呼び出した「バリキン賢者」と呼ばれる仲間4人を加えたバリキン軍6名が、世界征服を企むゾナバウト陣営に立ち向かって、捕われた姫を救出にいく。最初に、剛・光一のみが参加するオープニングゲーム「マトリックス・マッドネス」を行って、最初の装備服のランクを決定。ランクは金・赤・黒・白・ハダカ（上半身裸）・パンツ一丁（破れたズボン）の6段階
その後、バリキン軍全員で4〜6個のゲームに挑戦。クリアすれば「龍の聖剣」を1本獲得。また、剛・光一の服が1ランク上のものになる。
獲得した剣を使いファイナルバトルステージに挑み、バリキン軍が勝利し姫の救出に成功すれば剣の獲得本数に応じた賞金（1本 10万円、2本 20万円、3本 30万円、4本 50万円、5本 100万円、6本 200万円）が贈られる。バリキン軍が敗北すれば、その場で姫は処刑されてしまう（CG処理で炎に包まれたり、バナナやカカシなど、人間とはかけ離れた姿にされてしまった）。
各ゲームで失敗したり、ファイナルバトルステージでバリキン軍が敗れた場合、剛・光一は「龍の穴」に送られ修行（罰ゲーム）を受ける。また、「4人の仲間を復活させるために2人のパワーを分け与える」という形で装備服のランクが1ランク下がる。
ステージ間ではゲーム風にCGモデリングされたバリキン軍が登場しやり取りを繰り広げており、エンディングでは実際にセガサターンで操作するメイキングも流れた。

### 前期
オープニングゲームが廃止され、装備服の色は赤からスタート。後に変動制度も廃止された。ゲームで失格となったメンバーはそのゲームの間、退場していたが、失格後も参加出来るようになった。
後に、ファイナルバトルステージと罰ゲームの「バリキン古今東西」が公開収録になり、同時に勝敗にかかわらず、剣の本数に応じて賞金が発生し獲得者を「バリキンルーレット」で決定するルールに変更。「バリキンルーレット」は、大きめのルーレットを回して、21マスの分割されたマスの内、針が指した対象がバリキン軍が獲得した剣の本数×10万円の賞金を獲得。
バリキン軍勝利の場合、活躍に応じ個人の名前がルーレットに配分、その他に視聴者・スタジオ観覧者・師匠のマスもあり、当選者が総取り。敗北の場合、バリキン軍のマスが全員で1マスのみとなり、魔王軍のマスや誰も賞金を獲得できない「没収」がほとんどを占める。次週分に賞金がキャリーオーバーされる「次週へ繰越し」や罰ゲーム（剛・光一が観客の前で歌う）を課せられる「ドクロ」「唄えキンキ」のマス、Ｗチャンスというマス（1度も当たった事は無い）もあった。

### 特番（1997年4月10日放送）
唯一の2時間特番。タイトルの賢者の戦略の部分は「魔王の逆襲」となっている。それぞれのバトルステージで、ゾナバウト軍の刺客と対戦。彼らに勝利すれば、賞金10万円（半魚人の海に関しては捕まえたチビ半魚人×1万円獲得）を獲得。更に「バリキンルーレット」の結果に応じて10倍（半魚人の海は最大5倍）まで賞金が変動。最終的に獲得した賞金をバリキン軍が獲得。さらに同額の賞金（獲得金額1万円につき1人にテレフォンカード1万円分）が視聴者プレゼントされる。
倍率（0.5倍、2倍、3倍、4倍、5倍、10倍） - それぞれ各ステージで獲得した賞金に倍率をかけた金額を獲得。倍率が高いほど範囲は狭く、「10倍」マスは没収マスの上に0.5マス分のステッカーを張って上書きした範囲しか配分されていない。
没収 - そのステージの賞金を没収。
やまわけ - 賞金を視聴者と折半（バリキン軍は5万円獲得、残り5万円は視聴者プレゼント）。
特番のエンディングで、次回からバリキン軍が剛側と光一側に分かれて切磋琢磨する事（事実上の対抗戦への移行）が発表された。

### 後期
バリキン軍が剛軍と光一軍に分裂して、対抗戦形式になった。メンバーはそれぞれゲスト4人で週替わり。前期からあった殆どのゲームは、タイトルの頭に「ネオ」が付いて対抗戦ルールにリニューアルされた。
ゲームで勝利した軍はバリキンを獲得。なお基本的には10万バリキンだが、一部のゲームは成績で変動する。さらに「バリキンルーレット」の結果で、バリキンの額が変動する。97年8月放送分からは「バリキンルーレット」は放送されなくなり、ファイナルステージで獲得したバリキンが明かされるのみとなった。
倍率（1倍、2倍、3倍、5倍、10倍） - それぞれ獲得バリキンに倍率をかけた金額を獲得。倍率が高いほど範囲は狭い。
相手軍（光一軍、剛軍） - 獲得バリキンが相手に移動。
視聴者、視聴者2倍、視聴者3倍 - 獲得バリキンに倍率をかけた金額を視聴者が獲得。途中からバリキンルーレットの結果とは別に、視聴者用には予め10万バリキンが特別に支給されている。
4〜5個ゲームを行った後に、ラストステージ。剛軍、光一軍、視聴者代表チーム（小倉）の3チームで対決。剛軍または光一軍が勝てばその回で獲得したバリキンを同額の賞金に両替して獲得、視聴者代表チームが勝てば獲得バリキン1万につき1名に番組特製テレホンカード20枚組セットを視聴者プレゼント。獲得バリキンが0だった場合は、視聴者代表チームの助っ人として参加する。ラスト2回は、ラストステージが剛軍vs光一軍の直接対決で行われ、勝利した軍がゲームで獲得した分＋10万のバリキンを賞金に両替できた。

## 主なゲーム

### マトリクス・マッドネス
初期は、服のランクを決めるオープニングゲームとして実施。オープニングゲーム廃止以降は「ネオ・マトリクス・マッドネス」に改題され、視聴者プレゼントを賭けて、番組のエンディングで実施。
金網にしがみついた状態で移動し、CGの金の球に触れて破壊する。トゲ付き球に触れるとマイナスポイント。たまに現れるうえ、出現時間の短いダイヤは2ポイント分となる。制限時間は60秒→90秒。
0ポイントの場合裸・1～3ポイントで白・4～6ポイントで黒・7～9ポイントで赤・10ポイント以上で金からのスタートとなる。視聴者プレゼントではバリキン軍は金の球、ゲスト怪人はトゲ付き球が壊れる度にポイントが入りポイントの高い方が勝利。

### ファイナル・ステージ
前期に行われた魔王軍（魔王ゾナバウト、ウメガキンスキー、サトノビッチ、フェンシングコマンドー）とのフェンシング対決。特製のフェンシング装置を使用し、ゴム製の龍の聖剣で相手の肩・腹・背中のいずれかを突けば勝利。
初期は剛・光一の着ている装備服の最終ランクに応じて、バリキン軍の陣地となる橋のマス数が決定。最高ランクの金であれば5マス中4マス、以下1ランクごとに1マス下がり、ハダカ以下の場合は龍の聖剣の本数に関わらず、挑戦出来ずにゲームオーバーとなる。
1勝ごとに1マス前進し、5マス前進できればバリキン軍の勝利。負けると陣地が1マス分押し戻され、剣1本と敗者自身も失われる。後にルールが変更され、持っている剣で魔王軍3人を倒せばバリキン軍の勝利となった。魔王ゾナバウトも参加し、剣を掴んだり反則すれすれの行為で攻めてくる。

### ラストステージ「魔王の部屋」
進行役：MCヒカル→魔王ゾナバウト＆ウメガキンスキー＆サトノビッチ
後期に行われたステージ。剛軍、光一軍、視聴者代表チーム（小倉。シェイプ怪人やその回でバリキンを獲得できなかった軍が助っ人として参加する回もあった）の3チームによる早押しクイズ。問題は、「ゾナバウト伝説 魔王が通る」と称したロケVTRから出題。VTRの続きを当てる『さんまのSUPERからくりTV』のような形式である。当初はゾナバウト・サトノビッチ・ウメガキンスキーが出演して様々なテーマでロケを行なっていたが、後に一般家庭の子供にドッキリを仕掛けてそのリアクションを観察する内容で固定された。
正解した軍が、賞金または視聴者プレゼントを獲得。

### 地獄のすべり台
進行役：ウメガキンスキー＆サトノビッチ
前期に行われたゲーム。第一ステージに配置されることが多かった。筋肉怪人と1対6で対決。
マグマの焚かれた溶鉱炉（CG合成）の上に設置された滑り台に乗り、指定されたお題に合う言葉を1人ずつ順番に答える。お題は、頭・真ん中・お尻に特定の文字がつく3ワード（かな3文字の言葉）または4ワード（かな4文字の言葉）で指定されていた。動詞や形容詞などもOKだが、既に出た言葉、意味不明な言葉、人名はNG。制限時間は5秒。
バリキン軍は連帯責任であり、誰かが間違うと全員のすべり台の角度が1段階上昇する。筋肉怪人は1人だが、その分間違えた際に上がる角度がバリキン軍よりも大きい。滑り台の傾斜に耐え切れず、マグマへ落ちてしまった人は失格。問題の途中で落ちた人がいた場合、新しい問題で仕切り直しとなる。筋肉怪人は手袋と靴下を着用、バリキン軍は裸足（稀にバリキン軍も靴下を履いていることがあった）。
6人全員が落ちる前に、筋肉怪人がマグマに落ちれば勝利。互いに最大の角度まで滑り台が上がっていても決着がつかなかった場合、「炎の延長戦」（滑りやすい手袋と靴下を着用し、両足を前に揃えた状態で仕切り直し）を実施。
特番では、筋肉怪人II（アジャ・コング）対バリキン軍女性メンバーや、通常とは逆の魔王軍6名対ジュンじーなどの形式で行われた。

### ネオ地獄のすべり台
進行役：ウメガキンスキー＆サトノビッチ
後期に行われたゲーム。ルールは前期と同じだが、「何文字の〜〜」、（例：4文字の電化製品、2文字の陸の動物、3文字の国の名前など）といったお題や、「どこかに〜〜のつく〜ワード（かな〜文字の言葉）」、（例： どこかに「かん」のつく4ワード（かな4文字の言葉））といったお題が追加された。1人でも生き残った軍が勝利。
それぞれの軍から4人ずつ参加し、指のみが出ている手袋と靴下を着用していた。
特別編「賢者の夏休み」で、1回だけ「ホントに地獄のすべり台」が実施された（進行役は同じ）。基本的なルールは「ネオ地獄のすべり台」と同じだが、お題に合う言葉ではなく小学生100人に聞いたアンケートで1票以上入っている回答を答える点、落ちた先が（合成の）マグマではなく粉が大量に敷かれたマットの上である点が異なる。

### オペラ座の大怪人
進行役：ミドリブタ
前期に行われたゲーム。毎回招いたゲスト歌手が唄う絵描き歌に沿って、バリキン軍全員が1人ずつ絵を描き、完成すると何の絵になるのか当てる。1人でも正解者が出ればクリア。絵自体は合っているが近い別のものと間違えてしまった場合など、微妙な場合はゲストが判定を行う。後に2問出題となり、両方で正解者が出なければクリアにはならない。

### ネオオペラ座の大怪人
進行役：ミドリブタZ
後期に行われたゲーム。ルールは前期と同じ。問題は2問出題され、各軍3人ずつが挑戦。（キャプテンは2問とも参加、残り2人は1問ごとに交代）
正解者の合計数が多かった軍の勝利。同点の場合はゲストが判定を行う。
最終回では、このゲームが「最後のオペラ座の大怪人」として最終ゲームで行われ、ゲスト歌手の尾崎紀世彦が合唱隊と共に「また逢う日まで」を唄って大団円となった。

### 半魚人の海
進行役：半魚怪人（半ちゃん（CGキャラクター））
前期に行われたゲーム。
バリキン軍は1人ずつ海中に潜り、1分以内に海中を上下左右に動いて、チビ半魚人を捕獲する。電気ウナギ・電気クラゲに横から触れると痺れて数秒停止、計3回触れるとNG（失格）。サメの頭に触れると喰われて一発でNG。
1分以内にチビ半魚人を5匹捕獲すれば、船へ戻って半ちゃんの出すなぞなぞに挑戦出来る。
初期は残っているメンバーのみ。前期は6人全員で解答。時間内なら何度答えても良い。6人全員が挑戦し、1問でもなぞなぞに正解すればクリア。
特番では、最初になぞなぞ怪人代表者とバリキン軍代表者と1対1での早押し対決。なぞなぞ怪人に勝利すれば、海に潜って、半ちゃんの子供を捕まえる事が出来る。制限時間は1分間。電気クラゲや電気ウナギは何回触っても、数秒停止のペナルティのみ。但し、サメに1回でも触ったら喰われてゲームオーバー&今まで獲得した半ちゃんがゼロとなる。最終的に全員で10匹以上捕まえればクリア。半ちゃん1匹につき1万円獲得

### ネオ半魚人の海
進行役：半ちゃん（CGキャラクター）
後期に行われたゲーム。
各軍から代表者が1人ずつ選ばれ、半ちゃんが出すなぞなぞに早押しで解答、先に正解した方がチビ半漁人の捕獲に挑戦。30秒以内に捕獲したチビ半魚人の数がポイントとなるが、サメに喰われたら終了。チームで獲得したポイントが0になってしまう。電気クラゲ・電気ウナギに触れると痺れて少しの間動けなくなるが、何回触れてもアウトにはならなくなった。
5回戦を終え（5回戦のみポイントが2倍になる回もあった）、合計ポイントの多かった軍の勝利。1ポイントにつき1万バリキンを獲得（当初は、他のバトルステージ同様、10万バリキンで固定）。

### ヘキサゴンの謎
進行役：クリスタルキング（CGキャラクター）
前期に行われたゲーム。
1人ずつ巨大ブロック崩しに挑戦。6つのキーワードから連想されるキーワード（番組内では『謎』と呼称）の解読に挑む。落ちてくるボールに、体を触れる事によって跳ね返し、ブロックの裏のキーワード（イラスト）を当てる。ブロックの中には赤いブロック（初期は？ブロック）があり、当たると様々な効果がある。緑＝ボールのスピードアップ、赤＝トゲ付き爆弾3つ出現、金＝金の球が出現し2人でゲーム続行。（1個でも落とすとNG）、当たると周囲のブロックが消滅。
途中からステージデザインがリニューアルされ、赤ブロックが増加。ワープ、球が巨大化し破壊力アップ、落ちてきたところをキャッチするとブロックがすべて消滅するダイヤが追加。トゲ付き爆弾が2つになった。
キーワードを当てたら、連想される謎を10秒以内に解答する。（時間内であればいくつでも解答できる。初期は1回のみ）
ボールを落としたり、トゲ付き爆弾に触れた場合はNG。キーワードは開かず氷漬けにされ、さらに謎の解答権も与えられず次の挑戦者に交代（ただし、プレイ中の様子は全員が見られるため、途中まで見えたキーワードはそのまま手掛かりにできる）。6回のチャレンジ内に謎を当てることが出来ればクリア。出なかったキーワードはゲーム終了後に発表される。
特番では、2人1組で挑戦、ブロック崩しのボールの速度や破壊率が上げられるなどの仕様変更が行われ、これがそのまま「ネオヘキサゴンの謎」に継承された。

### ネオヘキサゴンの謎
進行役：クリスタルキング（CGキャラクター）
後期に行われたゲーム。
最初にヒントが提示され、剛軍・光一軍で交互に2人（キャプテンともう1人）で、巨大ブロック崩しに挑戦する。
キーワードを当てる前にボールを落としたり、爆弾に触れた場合、その状態のままで、相手軍にチェンジする。キーワードを正解すれば、ヒントと4つのキーワードから連想する謎を10秒以内に1つだけ解答出来る。4つ目のキーワードで答えられなければ解答権が相手軍に移動する。2問先取した軍の勝利。

### おっかけモンスター
進行役：おっかけモンスター（CGキャラクター）
前期に行われたゲーム。
背後から迫るモンスターの前を走りながら挑戦。腕を上に伸ばすとジャンプが出来る。
頭上を飛ぶピンクの飛行物体を獲ると問題が出される。出題されたテーマに合った曲や流れてきたイントロの曲（出題時は前者の場合『○○の歌』のような形、後者は『この歌』という言葉と共にイントロが流れる）を歌詞つきで歌う（メロディーラインだけではアウト）。歌えないとモンスターに喰われてNG（厳密に制限時間が決められているわけではなく、多少のミスもすぐ歌いなおせば許されるが、一度でもNG判定が出てしまうとその解答者は即喰われて失格）。また、力尽きてモンスターの所まで下がってしまった場合や、飛んでくる虫に5回当たった場合（飛行物体を取れば回数はリセット）もモンスターに喰われてNGとなる。1人ずつ順番に挑戦し、6人で計10問正解すればクリア。

### 恐怖!決死のスカイ・ハイ
進行役：飛行機の声
前期に行われたゲーム。
5個の風船を背負って、飛行機から飛び降り空中で2択クイズに解答。高度が制限時間となっており、墜落するまでに3問正解しなければならない。問題に対し、AとBのボックスに触れて解答、空を漂っている鳥の群れに触れると、一定時間コントロールが利かなくなる。不正解のボックスに触れると落下（失格）。1人ずつ挑戦し、1人でも3問正解出来ればクリア。
空中ではカラスが漂っており、風船を割られてしまう。5個全て割られると落下（プレイヤーの身体自身が触れてもペナルティはない）。また、下から現れる雷雲に身体か風船が触れると感電して落下となる。

### バリチッチ
進行役：ウメガキンスキー＆サトノビッチ
シェイプ怪人4人と、4対4で対決。双方、1人が代表者となり、1対1で戦う勝ち抜き戦方式。
攻撃側・守備側に分かれて、「チッチッチッチッバリチッチ」の掛け声の後、プレイヤーは各自、立つか座るかの動作を行い、攻撃側チームの代表者は数字をコール。
攻撃側がコールした数字と立った人数が同じだった場合は勝ちとなり、守備側チームの代表者は退場。違った場合は攻守交替となり決着まで続く。先に相手軍を全員退場させたらクリア。
特番ではゾナバウト、みどりブタ、半魚人などが参加していた。
後期は、当初はまず剛軍・光一軍でそれぞれ怪人と、2対2で対戦。一方の軍のみ怪人に勝った場合はその軍の勝利、両軍共に勝った場合は改めて決勝戦（4対4の直接対決）で勝利軍を決定、両軍共に負けた場合は視聴者に10万バリキン。その後、対怪人戦が廃止され、直接対決のみになった。当初は、バリキン軍が男性のみで、シェイプ怪人固定・進行役の2人も合コンシスターズと扮装していた事から、合コン（ゲーム）をイメージした「悪魔の合コン バリチッチ」というゲームタイトルだった。しかし、怪人のバリエーションが増えたり、直接対決が増えた事から、「バリチッチ」に改題された。
この名前を用いた遊びも存在するが多少ルールが異なる（→手を用いた遊び#数字を指定する遊び参照）

### インディーの段崖
進行役：岩石怪人（CGキャラクター・声：大友龍三郎）
前期に行われたゲーム
2人1組でトロッコに乗り込み挑戦。1人は銃でコース上に現れたコウモリを撃ち、もう1人は段差や障害物のジャンプを担当。トロッコは画面上のレールに連動して揺れる。コウモリや障害物に当たるとパワーゲージが減り、尽きるとNG。3組中1組でもゴール出来ればクリア。
途中、チェックポイントで3択問題が出題、5秒以内に進むコースを選択。間違えると行き止まりとなりNG。3問正解し最後のコースの壁を銃で撃ち破ればゴール。最後の壁に衝突するとNG。

### モグラン畑の秘密
進行役：モグラン怪人
前期に行われたゲーム。
2人1組で挑戦。1人がモグラを叩く側に、1人がキーワードを答える側に分かれる。叩く側はモグラ叩きに挑戦、3回モグラを叩く度に（10文字前後の）キーワードがランダムに1文字開く。答える側は、開いている文字を手掛かりにキーワードを答える。
役割をローテーションしながら全部で6セット行い、10問正解出来ればクリア。制限時間45秒が経過したら終了。

### チャンチャカ!!一発芸
進行役：笑福帝
前期で一度だけ行われたゲーム、用意された小道具を使って一発芸をする。2分以内に、15の一発芸が出来ればクリア。ただし、事前に笑福帝が考えたNGワードが3つ用意されてあり、それと同じ一発芸をやってしまうと即ゲームオーバー。全身が氷漬けになり、粉々に砕かれる。

### 仁義なき九面パズル
進行役：龍怪人爺
特番で行われたゲーム。バリキン軍の代表者1名が、トレーニングの名目で挑戦。天井の風船が膨らみ続ける檻の中に入れられ、15×15のドットで描かれたイラストの九面パズル（タッチパネルで操作）を、風船が割れるまでに完成させる。成功・失敗に関わらず、完成図が視聴者に公開され、それらのイラストが視聴者プレゼントクイズのヒントとなっていた。

### 音楽宅配便
進行役：バッハゴーゴーゴー
後期に行われたゲーム。チームの代表、1対1で対戦。
自分の飛行機を操ってCDを獲ると、自分のヘッドホンにだけ曲が数秒間流れる。
UFOを取るとCDより長い時間音楽が流れる。逆に、ピンコのウンコ「PINKO」を取ってしまうと、飛行機が墜落。3秒タイムロスした後、画面に復帰する。
何の曲が流れているかを先に当てた方に1ポイント。2ポイント先取で勝ち。5回戦行って、先に3勝した軍の勝利。

### 顔面プレッシャー→プレッシャー
進行役：シグマ7→半ちゃん
特番で初登場した後、後期に行われたゲーム。
1対1で戦う映像早押しクイズ。主にSEGAのタントアールシリーズから問題を流用していたが、その後番組オリジナルの問題になった。また稀に、映像クイズではなく3択クイズが出題されることもあった。正解すればポイント獲得、お手付きは相手のポイントとなる。更に相手に1ポイント獲得される度に、万力で顔が潰される（CG処理）。
1〜3ポイント先取制の、3回または5回勝負（回によって異なる）。勝った回数が多かった軍の勝利。

### 涙の半ちゃんハウス→泣きの半ちゃんハウス
進行役：半ちゃん
後期に行われたゲームで、前述の「プレッシャー」のリニューアル版。
1対1で戦う映像早押しクイズ。正解なら半ちゃん人形を1体獲得、お手付きは相手が1体獲得。先に人形を5体獲得した軍の勝利。

## スタッフ
- ナレーター：西村智博
- 構成：福岡秀広/右近亨、小笠原英樹、あべ、米川伸生、柿添尚弘
- 問題作成：山名宏和、三浦昭彦、竹内きよのり、今滝博之、中村聡、高山秀敏
- 音楽監督：松田弘（サザンオールスターズ）
- 技術：丹野至之、中澤健
- VE：形山晋治、高木敏之、吉永明久
- カメラ：早川征典、筒浦文男、大熊正浩、中野真悟、坂口司、平井洋子、寺尾昭彦、濱道健一、江山享、須田昌弘、戸田晃康
- 照明：正木正登、高橋章、川久保光雄、石尾和夫、床井弘一、夏井茂之、加藤由美子、松田栄二
- 音声：中山宗之、坂井健志、柳沢任広、久代圭司、伊丹一夫、田中信孝、金野理香、尾崎宗弘、金沢康雄
- PA：小暮倫見
- 音効：井田栄司
- 美術制作：安川毅
- 美術デザイン：山口智広、西條貴子
- 美術プロデューサー：橘野永
- 電気メカ：大谷圭一
- 装置：佐藤恵美
- 装飾：竹原丈二
- 特殊道具：高橋出
- 特殊小道具：岩本浩二
- 電飾：佐々木勉
- 衣装：高野知子
- 持道具：貞中照美
- メイク：菱山千恵美
- 編集：日下石京子・嶋野淳子・島貫麻理子・高橋亮・林田道哉・佐藤基紀・岡崎弘志・斎藤和也（以上オムニバス・ジャパン）
- MA：山下知康（タムコ）
- タイトル：石橋忍
- CG：長沼孝仁、大宮司徳盛
- 衣装協力：YOSHIYUKI KONISHI（ドン小西）
- 音楽制作：BEAT CLUB、塚山エリコ
- TK：鈴木明日香、伊藤佳加
- ゲーム協力：セガ・エンタープライゼス
- 制作協力：ジャニーズ事務所
- AP：小野寺真、森谷和、大和田豪子
- デスク：渡辺香織
- AD：帯純也、朝岡慶太郎、阿部義彦、平井克治、太田光則
- 演出：小玉滋彦、利根川展、遠藤宗一、平田さおり、神津行広、内山大輔
- 総合演出：阿部龍二郎
- プロデューサー：荒井昌也
- 制作：田代誠
- 製作著作：TBS